# Biegi narciarskie na Zimowych Igrzyskach Olimpijskich 2010 – sztafeta sprinterska mężczyzn
Sztafeta sprinterska mężczyzn na Zimowych Igrzyskach Olimpijskich 2010 zostanie rozegrana 22 lutego w Whistler Olympic Park w Whistler. Mistrzami olimpijskimi zostali Norwegowie, drudzy byli Niemcy, a brązowy krążek zdobyła dwójka rosyjska.

## Wyniki

### Półfinały
Półfinał 1
| Pozycja | Nr | Kraj | Zawodnicy                          | Czas    | Uwagi |
| ------- | -- | ---- | ---------------------------------- | ------- | ----- |
| 1       | 1  | RUS  | Nikołaj Moriłow Aleksiej Pietuchow | 18:47,6 | Q     |
| 2       | 2  | NOR  | Øystein Pettersen Petter Northug   | 18:48,5 | Q     |
| 3       | 5  | GER  | Tim Tscharnke Axel Teichmann       | 18:48,9 | Q     |
| 4       | 4  | CAN  | Devon Kershaw Alex Harvey          | 18:49,2 | q     |
| 5       | 6  | FIN  | Lasse Paakkonen Ville Nousiainen   | 18:54,3 | q     |
| 6       | 7  | POL  | Maciej Kreczmer Janusz Krężelok    | 19:07,2 |       |
| 7       | 11 | SVK  | Ivan Bátory Michal Malák           | 19:07,5 |       |
| 8       | 3  | EST  | Anti Saarepuu Peeter Kümmel        | 19:27,6 |       |
| 9       | 9  | LIT  | Modestas Vaičiulis Mantas Strolia  | 19:43,1 |       |
| 10      | 8  | CHN  | Sun Qinghai Xu Wenlong             | 19:43,6 |       |
|         | 10 | GBR  | Andrew Musgrave Andrew Young       | DNF     |       |

Półfinał 2
| Pozycja | Nr | Kraj | Zawodnicy                             | Czas    | Uwagi |
| ------- | -- | ---- | ------------------------------------- | ------- | ----- |
| 1       | 16 | CZE  | Dušan Kožíšek Martin Koukal           | 18:43,1 | Q     |
| 2       | 19 | FRA  | Vincent Vittoz Cyril Miranda          | 18:43,8 | Q     |
| 3       | 15 | ITA  | Cristian Zorzi Fabio Pasini           | 18:43,9 | Q     |
| 4       | 13 | USA  | Torin Koos Andrew Newell              | 18:43,7 | q     |
| 5       | 17 | KAZ  | Nikołaj Czebot´ko Aleksiej Połtaranin | 18:45,3 | q     |
| 6       | 12 | SUI  | Eligius Tambornino Dario Cologna      | 18:54,6 |       |
| 7       | 18 | JPN  | Nobu Naruse Yuichi Onda               | 18:54,8 |       |
| 8       | 14 | SWE  | Marcus Hellner Teodor Peterson        | 19:06,5 |       |
| 9       | 22 | ROM  | Paul Constantin Pepene Petrică Hogiu  | 19:09,2 |       |
| 10      | 20 | AUS  | Ben Sim Paul Murray                   | 19:57,0 |       |
|         | 21 | BLR  | Siergiej Dolidowicz Leanid Karnijenka | DNF     |       |

### Finał
| Pozycja | Nr | Kraj | Zawodnicy                             | Czas    | Strata |
| ------- | -- | ---- | ------------------------------------- | ------- | ------ |
|         | 2  | NOR  | Øystein Pettersen Petter Northug      | 19:01,0 | +0,0   |
|         | 5  | GER  | Tim Tscharnke Axel Teichmann          | 19:02,3 | +1,3   |
|         | 1  | RUS  | Nikołaj Moriłow Aleksiej Pietuchow    | 19:02,5 | +1,5   |
| 4       | 4  | CAN  | Devon Kershaw Alex Harvey             | 19:07,3 | +6,3   |
| 5       | 17 | KAZ  | Nikołaj Czebot´ko Aleksiej Połtaranin | 19:07,5 | +6,5   |
| 6       | 16 | CZE  | Dušan Kožíšek Martin Koukal           | 19:13,8 | +12,8  |
| 7       | 19 | FRA  | Vincent Vittoz Cyril Miranda          | 19:18,7 | +17,7  |
| 8       | 15 | ITA  | Cristian Zorzi Renato Pasini          | 19:21,1 | +20,1  |
| 9       | 13 | USA  | Torin Koos Andrew Newell              | 19:21,6 | +20,6  |
| 10      | 6  | FIN  | Lasse Paakkonen Ville Nousiainen      | 19:50,8 | +49,8  |